# تیاذوق
تیاذق پزشک حجاج بن یوسف و از نخستین نویسندگان آثار پزشکی در دوران اسلامی بوده‌است. وی پس از ۹۰ سال زندگی در شهر واسط در گذشت.

## ملیت
ابن ندیم وی را ایرانی می‌داند. برخی نیز تنها به صرف این که تصور می‌کنند نام وی معرب واژهٔ یونانی تئودوکوس می‌باشد وی را یونانی می‌دانند.

## آثار
1. الکُنّاش
2. قصیده فی حفظ الصحه که اولمان انتساب آن را به تیاذوق نادرست دانسته
3. کتاب أبدال الادویه و کیفیه دَقِّها و ایقاعها و إذابتها و شی ء من تفسیر اسماء الادویه (دربارهٔ تهیه داروها و بَدَلهای داروها)
4. الفصول فی الطبّ

معلوم نیست که این کتاب‌ها به زبان عربی نوشته شده‌اند یا یونانی و این کتاب‌ها به دست آیندگان نرسیده‌اند.